# 德米特里·别利亚耶夫
德米特里·别利亚耶夫（1917年7月4日—1985年11月14日）是一位苏联动物遗传学家，1959年至1985年间任苏联科学院细胞学与遗传学研究所（IC&G）所长，知名于对动物行为学与驯化的研究。